# Równanie Heisenberga
Równanie Heisenberga – fundamentalne równanie ruchu mechaniki kwantowej będące odpowiednikiem równania Schrödingera w obrazie Heisenberga. Determinuje ewolucję czasową obserwabli i ma postać:
{\displaystyle i\hbar {\frac {d}{dt}}A(t)=[A(t),{\hat {H}}],}
gdzie:
{\displaystyle A(t)} – obserwabla w obrazie Heisenberga,
{\displaystyle {\hat {H}}} – hamiltonian układu,
zaś w prawej stronie równania zastosowano komutator: {\displaystyle [A(t),{\hat {H}}]=A(t){\hat {H}}-{\hat {H}}A(t).}
(Mechanika kwantowa może być zdefiniowana w równoważny sposób w różnych obrazach, które związane są ze sobą pewną transformacją unitarną. Najczęściej spotykanymi obrazami są: obraz Schrödingera, obraz Heisenberga i obraz oddziaływania. W każdym obrazie równia ruchu przyjmują inną postać. W obrazie Schrödingera ewolucji czasowej podlegają stany kwantowe zgodnie z równaniem Schrödingera. Natomiast w obrazie Heisenberga stany są stałe w czasie, natomiast ewolucji podlegają obserwable.)
Jeśli hamiltonian ma postać:
{\displaystyle H={\frac {1}{2m}}{\vec {p}}^{\ 2}+U({\vec {x}}),} wówczas równania ruchu mechaniki kwantowej przyjmują postać zbliżoną do równań mechaniki klasycznej (należy pamiętać, że wielkości występujące poniżej są niekomutującymi operatorami, a nie funkcjami rzeczywistymi jak w mechanice klasycznej):
{\displaystyle {\frac {d}{dt}}{\vec {x}}(t)={\frac {{\vec {p}}(t)}{m}},}
{\displaystyle {\frac {d}{dt}}{\vec {p}}(t)=-\nabla U({\vec {x}}(t)).}